# 喜界空港

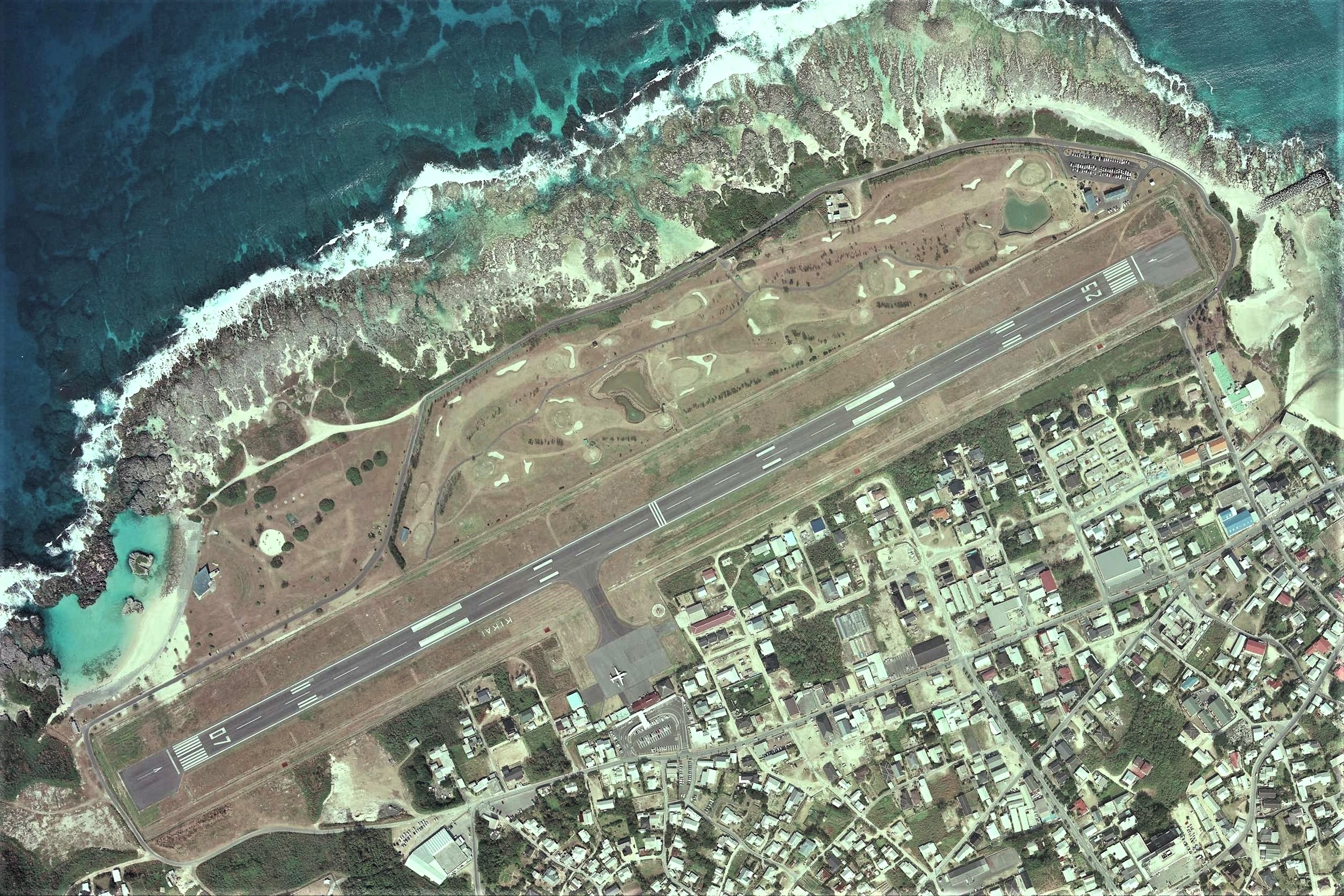
喜界空港付近の空中写真。（2013年撮影の2枚を合成作成）

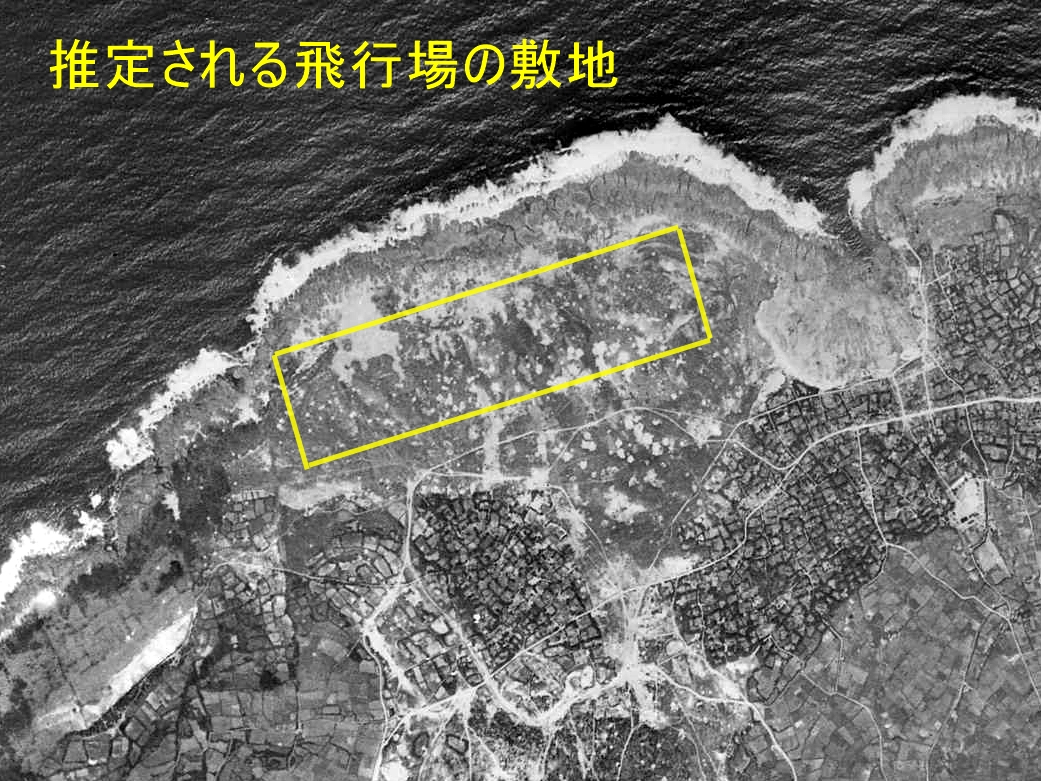
海軍喜界島基地跡の空中写真（1947年）

喜界空港（きかいくうこう、英: Kikai Airport）は、鹿児島県大島郡喜界町（喜界島）にある地方管理空港。

## 概要
島の西海岸沿いに設置されており、太平洋戦争中は旧海軍の前線基地として利用された。
中型機以上への対応を目的とする滑走路延長および空港施設（奄美航空所有）の老朽化に伴う建て替えなどが計画されるも、実現には至っていない。
年度末など移動転勤時期になると空港運航機材の小ささと運航便数の少なさから、運航会社と空港管制の計らいで旅客機両側の座席から見送ることが出来るよう、便出発、地上走行開始時、空港駐機場内で八の字を描く走行、通称「喜界ターン」を実施して運航される便がある。
年間利用客数は、合計86,928人（2019年度）。

## 沿革
- 1931年（昭和6年） - 旧海軍航空隊喜界島基地として開設
- 1959年8月10日 - 滑走路1,080メートル（未舗装・喜界町管理）にて供用開始[2]。同時に東亜航空の鹿児島線が就航[4]。
- 1968年
  - 5月1日 - 滑走路延長（未舗装・1,200 m）[2]
  - 8月26日 - 舗装化工事のため供用休止
  - 12月28日 - 舗装化完了に伴い供用再開
- 1971年4月1日 - 第三種空港に指定される[2]
- 1974年7月26日 - 設置管理者の変更（喜界町 → 鹿児島県）

## 施設
ターミナルビルは1978年の完成以来、大島運輸（のち子会社の奄美航空に移管）が一貫して運営管理を行っており、公共セクターの出資を伴わない完全民営である- 奄美航空会社案内。乗客が少ないこともあり国内定期路線の発着する飛行場としては最小クラスの設備である。手荷物引き渡しのターンテーブルはなく、保安検査通過後の旅客待合室は後年プレハブで増築されたためトイレが設置されていない。
総合案内所は空港旅客業務を行っている奄美航空が兼務、コインロッカーは空港売店兼軽食堂が兼務しており、その他はレンタカー案内所程度しか無く、喫煙所に至っては屋外となる。

## 路線
航空会社が2社以上記載の場合、最初に記載の航空会社の機材・乗務員による共同運航便（コードシェア便）である。
- 日本航空(JAL)・全日本空輸(ANA)[6]
  - 鹿児島空港[7]
  - 奄美空港[7]

奄美空港との距離は約26キロメートル（16マイル）であり、飛行時間は僅か5分程度と非常に短く、日本の国内線としての運航距離は一番短い。2024年7月31日までは琉球エアーコミューターが運航していた南大東空港 - 北大東空港線の約13キロメートル（8マイル）が最短であった。
- 駐機中のJAC機

## 交通
- 喜界バス（奄美航空）
  - 湾営業所発着便